# 光ピンセット

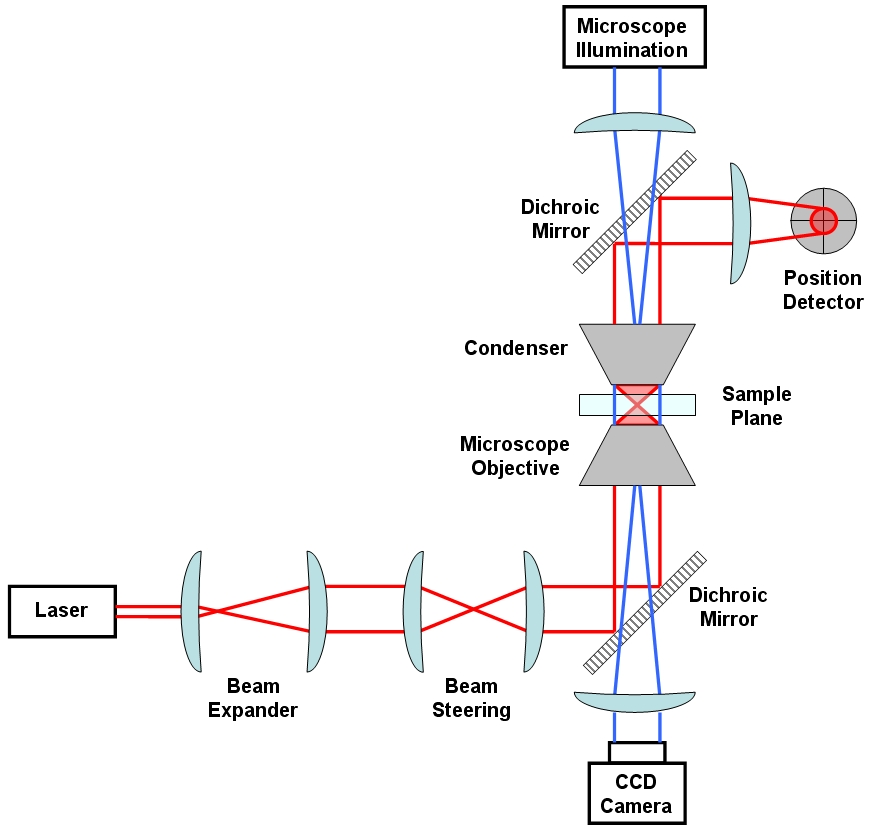
一般的な光ピンセットの構造

光ピンセット（ひかりピンセット、英: optical tweezers）は、集光したレーザー光により微小物体（おもに、細胞などを含む透明な誘電体物質）をその焦点位置の近傍に捕捉し、さらには動かすことのできる装置および技術である。捕捉するための力は屈折率の違いにより生じ、典型的にはピコニュートン程度である。この技術は、近年、とくに生物学やマイクロマシニングの研究において成果を挙げている。

## 歴史と発展
光学的手法による微小物体の操作理論がベル研究所のアーサー・アシュキンによって1970年代に初めて報告された。数年のち、アシュキンらは最初の実験を行い、顕微鏡下において微粒子を光線照射によって3次元的に捕捉することに成功した。
1986年、スティーブン・チューはレーザー冷却の論文において光ピンセットに言及した（1997年、チューはレーザー冷却における研究によってノーベル物理学賞を受賞した）。インタビューにおいてチューはアシュキンを「原子捕捉・光ピンセットの先駆者」と評した。アシュキンは10 - 10,000 nm径の微粒子の捕捉を可能にしたが、チューはこれをより発展させ、0.1 nm径の捕捉を可能とした。
1980年代、アシュキンらはタバコモザイクウイルスおよび大腸菌の操作を通じて、光ピンセットの生物学への適用を初めて行った。1990年代には、カルロス・バスマンテ、ジェームズ・スプディッチ、スティーブン・ブロックらがこの分野に参入し、光ピンセット・レーザー分光学・一分子細胞生物学の発展に寄与した。
この過程では分子モーターの発見など画期的な発見がなされ、生物物理学などの分野が飛躍的に発展した。
2003年には光ピンセットを用いた細胞の整列に成功した。これには各細胞の光学的特徴が利用された。2004年にはコロラド鉱山学校によって、これまで高価・複雑であった光ピンセットの小型化・低価格化を狙ったDLBT (Diode Laser Bar Trapping) が開発された。光ピンセットは今日、細胞骨格の操作、生体高分子の粘弾性測定、細胞操作などに利用されている。
2018年、アシュキンは光ピンセットの発明に関する功績によりノーベル物理学賞を受賞した。

## 物理学的解釈

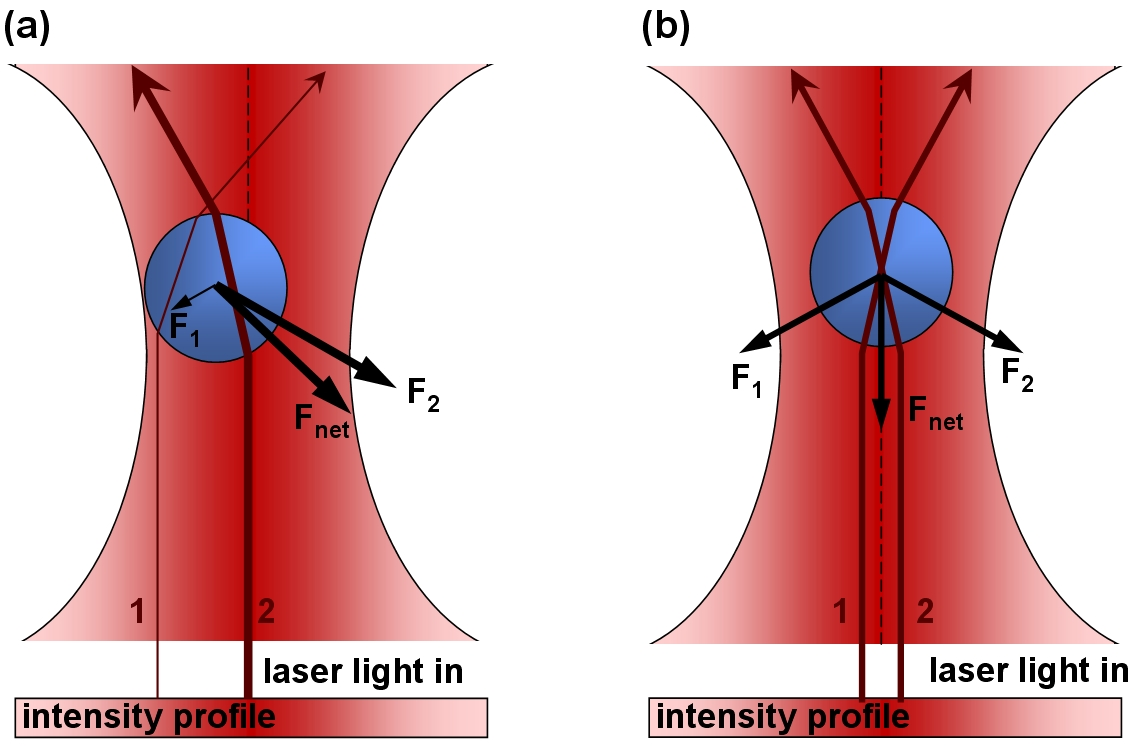
ガウシアンビームであるレーザーによる微粒子の捕捉

光ピンセットは、強く集光されたレーザー光を用いることにより、ナノメートルからマイクロメートルオーダーの誘電体微粒子を移動できる。多くの場合、レーザー光は顕微鏡用対物レンズを用いて集光される（光ピンセット装置の土台として落射型蛍光顕微鏡が用いられることが多い）。
集光された光の焦点付近では、強大な電場勾配が生じる。このとき誘電体微粒子は、電場の一番強い部分へ引き寄せられる。これに加えて、レーザー光の伝播方向へも力が働く。
光ピンセットは極めて精密な構造をもつ。扱える微粒子はナノメートルからマイクロメートルオーダーであり、DNA・タンパク質・酵素といった巨大分子を一個単位で扱うことができる。
なお、扱われる微粒子はその中心にトラップされるとは限らない。現実的には微粒子の形状がいびつであったり、内部に誘電率の偏りがあるためである。
捕捉された微粒子の挙動に関する説明は、捕捉された粒子の粒径に大きく左右される。粒径が用いるレーザー光の波長より大きい場合、簡単な光線光学（幾何光学）的な取り扱いで十分である。そうではなく、波長に比べて微粒子が小さい場合には、微粒子は電磁場中にある小さな双極子として取り扱う必要がある。

### 光線光学的解釈
捕捉微粒子の直径が波長よりも十分大きい場合には，トラッピング現象は光線光学で説明できる。図に示すように，レーザーからの個々の光線は，誘電体球に入るときと出るときに屈折する。その結果、光線は入射方向とは異なる方向に出射する。光は運動量を持っているため，進む方向が変わると運動量も変化する。作用・反作用の法則より、絶対値が等しく逆向きの運動量変化が微粒子に生じる。
多くの場合、ガウシアンビーム（TEM00モード）のレーザー光が光源として用いられる。このとき、図の(a)のように微粒子が光軸中心からずれた場所にあれば、全てを足し合わせた力は微粒子を光軸中心に引き寄せる方向に働く。なぜならば、ガウシアンビームの中心にある強い光線（図(a)の光線2）は中心軸から外れる方向に屈折し、微粒子に中心向きの運動量変化を与えるからである。この運動量変化は、ガウシアンビームの周辺部の光線（図(a)の光線1）によって与えられる外向きの運動量変化よりも大きい。
図(b)のように微粒子が光軸上にあれば、個々の光線は光軸に対して円対称に屈折するので、光軸に垂直な方向には力が働かない。この場合、屈折による力は光軸方向に働き、散乱力とつりあう。散乱力とのつり合いにより、微粒子の安定な捕捉位置はビームの焦点よりもやや下流になる。

### 電磁気学的解釈
微粒子が光の波長よりも顕著に小さいとき、レイリー散乱の条件を満たす。微粒子は電場における点双極子とみなし、微粒子にはローレンツ力が加わる。
{\displaystyle {\boldsymbol {F}}=q\left({\boldsymbol {E}}+{\frac {d{\boldsymbol {x}}}{dt}}\times {\boldsymbol {B}}\right).}
双極子にかかる力は電場に2電荷を代入することによって算出できる。双極子の分極はp = q d となり、ここでd は2電荷の距離を指す。点双極子において、差 dx は無限小をとる。2電荷が反対の符号を持っていることを考慮すると、力は次のようになる。
{\displaystyle {\boldsymbol {F}}=q\left({\boldsymbol {E}}_{1}\left(x,y,z\right)-{\boldsymbol {E}}_{2}\left(x,y,z\right)+{\frac {d{\boldsymbol {x}}}{dt}}\times {\boldsymbol {B}}\right)}
{\displaystyle {\boldsymbol {F}}=q\left({\boldsymbol {E}}_{1}\left(x,y,z\right)+d{\boldsymbol {x}}\cdot \nabla {\boldsymbol {E}}-{\boldsymbol {E}}_{1}\left(x,y,z\right)+{\frac {d{\boldsymbol {x}}}{dt}}\times {\boldsymbol {B}}\right).}
注意すべきことは、E1 は相殺されることである。電荷q をかけると、微小変位dx を分極p に変換することができる。
{\displaystyle {\boldsymbol {F}}=\left({\boldsymbol {p}}\cdot \nabla \right){\boldsymbol {E}}+{\frac {d{\boldsymbol {p}}}{dt}}\times {\boldsymbol {B}}}
{\displaystyle {\boldsymbol {F}}=\alpha \left[\left({\boldsymbol {E}}\cdot \nabla \right){\boldsymbol {E}}+{\frac {d{\boldsymbol {E}}}{dt}}\times {\boldsymbol {B}}\right]}
ここで、第二等式中の誘電体微粒子が線形（つまり p = αE）であるとして計算する。最後に、下記の二つの等式(1) ベクトル演算 (2)ファラデーの電磁誘導の法則を用いる。
1. {\displaystyle \left({\boldsymbol {E}}\cdot \nabla \right){\boldsymbol {E}}=\nabla \left({\frac {1}{2}}E^{2}\right)-{\boldsymbol {E}}\times \left(\nabla \times {\boldsymbol {E}}\right)}
2. {\displaystyle \nabla \times {\boldsymbol {E}}=-{\frac {\partial {\boldsymbol {B}}}{\partial t}}}

ベクトル演算、および電磁誘導の法則に従った演算を考慮して式をまとめると
{\displaystyle {\boldsymbol {F}}=\alpha \left[{\frac {1}{2}}\nabla E^{2}-{\boldsymbol {E}}\times \left(\nabla \times {\boldsymbol {E}}\right)+{\frac {d{\boldsymbol {E}}}{dt}}\times {\boldsymbol {B}}\right]}
{\displaystyle {\boldsymbol {F}}=\alpha \left[{\frac {1}{2}}\nabla E^{2}-{\boldsymbol {E}}\times \left(-{\frac {d{\boldsymbol {B}}}{dt}}\right)+{\frac {d{\boldsymbol {E}}}{dt}}\times {\boldsymbol {B}}\right]}
{\displaystyle {\boldsymbol {F}}=\alpha \left[{\frac {1}{2}}\nabla E^{2}+{\frac {d}{dt}}\left({\boldsymbol {E}}\times {\boldsymbol {B}}\right)\right].}
最後の等式の第二項は、ポインティング・ベクトル（単位面積を通り過ぎる光のパワー）に定数をかけた量の時間微分である。レーザー光のパワーはレーザー光の電場の振動数〜1013 Hzよりも十分低い周波数では一定なので、時間微分の項は平均すると0になり、力は以下のように算出される。
{\displaystyle {\boldsymbol {F}}={\frac {1}{2}}\alpha \nabla E^{2}.}
電場強度の二乗は、その場におけるレーザー光の強度と比例する。よって、この結果は、誘電体微粒子を点双極子として扱うと、それに働く力はレーザー光の強度の勾配に比例することを示している。言い換えると、この「勾配力」は、光がもっとも強い位置に微粒子を引きつける。実際には、勾配力に抗して「散乱力」が光軸方向に働き、結果的に微粒子の平衡位置は光がもっとも強い位置よりもわずかに下流になる。

## 構成と操作
光ピンセットの基本的なシステム構成は以下のようなものである。土台として光学顕微鏡を用いる。捕捉用のレーザー光は、落射蛍光の励起光導入用ポートから導入され、ダイクロイックミラーで反射され、対物レンズで集光されて小さな焦点を形成し、試料を捕捉する。レーザー光が顕微鏡に入るまでに、ビームエクスパンダーや、ビームを偏向するための光学系が設置されることも多い。顕微鏡の照明や観察系が、そのまま試料の観察に用いられる。また、通常の観察に加えて、捕捉試料の位置を精密に検出するための機器もしばしば用いられる。
光源としては、波長1,064 nmのNd:YAGレーザーが一般的に用いられる。これは、生物組織は波長1,000 nm程度の赤外線に対してほぼ透明であり、生物組織を扱う際にレーザーによる損傷を少しでも避けることができるためである。安定した捕捉のためには対物レンズの選択が非常に重要となる。一般的に、開口数（NA）が1.2-1.4程度に達する高開口数のレンズ（液浸レンズ）が使用される。
捕捉試料の精密な位置検出には、四分割フォトダイオードが用いられることが多い。原子間力顕微鏡においてカンチレバーの変位を検出するのと同様にして、試料の面内位置が計測される。
ビームエクスパンダーによりレーザー光の径を広げ、対物レンズの瞳径全体を満たすようにすることにより、回折限界スポットが得られる。捕捉位置を面内方向で動かすのは、顕微鏡ステージでも可能だが、多くの光ピンセット装置ではそれ以外の偏向装置を持っている。これには、レンズ（『一般的な光ピンセットの構造』の図で "Beam Steering" と表示されているレンズ対のうちのレーザーに近い方のレンズ）を動かす方法や、途中にガルバノミラーを設置してそれによって方向を変える方法などがある。

## 応用
レーザーは横モードがTEM00のガウシアンビームを用いるのが一般的だが、他を用いたものがいくつも存在する。エルミートガウシアンビーム・ラゲールガウシアンビーム・ベッセルビームなどが用いられている。ラゲールガウシアンビームを用いたものは軌道角運動量をもち、微粒子を回転させることができる。ベッセルビームを用いたものは興味深い特性を示し、数ミリメートル大の複数個の粒子を捕捉・回転させることができる。これらはマイクロマシンの動力源として活用できるのではないかと期待されている。
光ピンセットの改良として、複数のレーザーユニットを用いるかレーザーを分割して複数の微粒子を操作できるようにしたもの、切断面をレンズ状に整形した光ファイバーを用いてシステムを簡素化することを狙ったものなどが発表されている。
また、フローサイトメトリーのような蛍光イメージングを利用して細胞を認識し、自動操作で整列を行わせることによって人為的な細胞組織を構築する試みもなされている。
さらに、エバネッセント場を利用してごく一部の微粒子のみを平面的に操作する方法も検討されている。
電場強度の勾配を利用することにより、微粒子の選別を行うことも研究されている。これは扱われる微粒子の物性によって電場をかけた際の挙動が異なることを利用し、選別に用いるというものである。これは誘電泳動とよばれる。

### 学術論文
- A. Ashkin, "Optical trapping and manipulation of neutral particles using lasers"
- Neuman, K.C., and Block S.M Review on Optical Trapping method
- M. Lang and S. Block, A Resource Letter on Optical Tweezers
- K.Dholakia on Recent review of state of the art tweezers
- D. McGloin on Review of Bessel beam optical tweezers
- David Grier on A revolution in optical manipulation
- Special Edition of Journal of Modern Optics A selection of optical tweezers papers from some of the leading groups
- A more detailed list of references can be obtained from the online manuscript written by Justin E Molloy  and Miles J Padgett  titled Lights, Action: Optical Tweezersposted online